# وجدي غنيم
وجدي عبد الحميد محمد غنيم (مواليد 8 فبراير 1951م) بمحافظة الإسكندرية، داعية إسلامي مصري ومن أقطاب جماعة الإخوان المسلمين في مصر، لكنه جمد عضويته بها في 2017م،
متزوج وله 7 أولاد. خرج من مصر بحكم قضائي لأداء فريضة الحج في 2001م وأقام في عدة دول منها جنوب أفريقيا
حيث كان الأمن المصري يتتبع خطواته هناك، ثم ذهب بعد ذلك إلى اليمن من أجل الحصول على إقامة دائمة وكفر الرئيس الأسبق محمد حسني مبارك لغلقه المعابر عن أهل غزة وتهنئته إسرائيل بالذكرى الستون لإقامة الدولة العبرية، أُبعد من البحرين عام 2008م بسبب موقفه من الكويت في حرب العراق إلى جنوب أفريقيا. سافر إلى عدة بلدان منها إنجلترا التي أُخرج منها ومُنع من الدخول إليها بتهمة التحريض على الإرهاب، وقد رحل إلى اليمن ومن ثم غادرها ورحل إلى ماليزيا من غير نفي أو أي قرار ترحيل من أي جهة معينة ولكنه صرح في مقابلات له أنه لا يريد أن يحرج الحكومة اليمنية معه، وقد أفتى بكفر وردة الرئيس عبد الفتاح السيسي وتم الحكم عليه بالإعدام مرتين والسجن المؤبد مرة. كما منع من دخول تونس بعد تكفيره لرئيسها الباجي قايد السبسي بعد تشريعه قانون لمساواة الميراث وإباحة زواج المسلمة بغير المسلم.

## سجنه
سُجِن ثماني مرات في مصر وست مرات خارج مصر، واعتقل في مصر 1981 و1989 و1991 و1992 و1993 و1994 و1998. خرج من مصر بحكم قضائى لأداء فريضة الحج عام 2001م، ومن الدول التي اعتقل فيها الشيخ وجدي: كندا وأمريكا وإنجلترا مرتين وسويسرا، واعتقل في جنوب إفريقيا واليمن.

### قضية التنظيم الدولي للإخوان
تم إتهام وجدي غنيم عام 2009م في قضية التنظيم الدولي للإخوان المتهم فيها عدد كبير من قيادات ورموز الإخوان في الداخل والخارج والتي تم عرضها علي محكمة أمن الدولة العليا طوارئ بتهمة إمداد قيادات جماعة الإخوان المسلمين المحظورة قانوناً بأموال من الخارج لاستخدامها في تدعيم أنشطة الجماعة بالمخالفة للقانون والدستور، فضلا عن غسيل تلك الأموال داخل البنوك المصرية.

## معاصرته للشيخ كشك والاعتزال
قابله في سجن طرة سنة 1989؛ كان الشيخ وجدي في الدور العلوي من السجن وكان الشيخ عبد الحميد كشك في الدور السفلي، فاستخدم الشيخ وجدي السجائر التي كانت بمثابة العملة في السجن لينزل بها إلى الشيخ كشك، أعطى الشويش علب سجائر كي يستطيع مقابلة الشيخ كشك، واستغل الشويش فرصة كي يمكن الشيخ وجدي من النزول. وبالفعل نزل الشيخ ووجد الشيخ كشك جالساً على أرض خالية، فلما رآه ركض حتى أتاه وبادره التحية، فرد عليه الشيخ كشك التحية وأمره بالصبر والاحتساب وحسن الظن بالله، فقال له الشيخ وجدي: ألن نخرج من السجن وستنتشر الدعوة بفضل الله؟ فالذي نحن فيه غربلة فقد ادعى الإسلام كثيرون بسبب ما أشيع عن السادات من أنه يعتكف العشرة الأواخر حتى لقب بالرئيس المؤمن والناس على دين ملوكهم، وهذه غربلة وهذا سجن وسيبدأ الناس بترك الادعاء بالتمسك بالدعوة والتزيف لينجوا بأنفسهم من السجن! فرد عليه الشيخ كشك: أخي وجدي، ادع أنت إلى الله وربنا يكرمك وأنتم فيكم الخير.
تغير وجه الشيخ وجدي وقال له: وأين أنت يا مولانا؟
رد عليه الشيخ كشك: لن أصعد المنبر بعد اليوم.
وفعلاً، لم يصعد من بعدها حتى مات رحمه الله تعالى وتأثر به الشيخ وجدي كثيراً وأخذ عنه. قابل الشيخ وجدي هذا الرد متعجبا وقال: كيف يا مولانا؟ فرد عليه الشيخ كشك وقال له: أخي وجدي، هل من أحد يغضب الله؟ قال الشيخ وجدي: لا. فرد عليه: حسناً وهذا الشعب أغضب الله عز وجل، قال الشيخ وجدي: وكيف؟ فرد عليه: ألم يقل عز وجل (فَلَمَّا آسَفُونَا انتَقَمْنَا مِنْهُمْ)؟ أي فلما أغضبونا وقال: أنتم أكملوا من بعدي ففيكم الخير.

## التحصيل العلمي[بحاجة لمصدر]
1. بكالوريوس تجارة، شعبة إدارة الأعمال من كلية التجارة جامعة الإسكندرية مايو 1973.
2. إجازة حفص من معهد قراءات الإسكندرية الأزهري بسموحة 1984.
3. دبلوم عالي في الدراسات الإسلامية من كلية الدراسات الإسلامية بالقاهرة مع تقدير جيد جداً عام 1985.
4. عالية القراءات من معهد قراءات الإسكندرية الأزهري بسموحة 1988.
5. تمهيدي ماجيستير من كلية الدراسات الإسلامية بالقاهرة عام 1988.
6. شهادة من مجمع فقهاء الشريعة بأمريكا بحضور دورة فقهية بعنوان نوازل الأسرة المسلمة في المجتمع الأمريكي من 16 أبريل إلى 18 أبريل 2004.
7. ماجيستير ودكتوراة من معهد (Graduate Theological Foundation) بولاية إنديانا بالولايات المتحدة الأمريكية.

## العمل[بحاجة لمصدر]
- وكيل حسابات بوزارة المالية من سنة 1976 - 2002 (استقالة).
- أمين عام نقابة التجاريين بالإسكندرية من سنة 1991 - 2001.
- أمين عام شعبة المحاسبة والمراجعة بالنقابة العامة بالقاهرة من سنة 1990 - 2001.
- العمل كإمام وداعية إسلامي في أمريكا لمدة 4 سنوات من 2001 - 2004.

## سفر وتنقل
سافر للعديد من الدول في زيارات متعددة بهدف الدعوة منها (إيطاليا واليونان وألمانيا وإنجلترا وأمريكا والنمسا وهولندا والدنمارك وايرلندا والسويد وفرنسا واليابان والبرازيل وجنوب أفريقيا)
ومن الدول العربية (قطر والكويت والسعودية والإمارات والبحرين وتركيا والأردن ولبنان واليمن و تونس والجزائر)

## أشهر أقواله
- المكان الطبيعي الذي يجب أن تكون الأمة فيه الآن، هو في ميادين القتال مع إخواننا في غزة لأنهم يقاتلون دفاعاً عن مقدسات كل المسلمين في القدس التي هي وقف لكل المسلمين التي لا يجوز التنازل عنها.[13]
- هل الإسلام يحارب الفن ويرفضه جملة؟! والجواب: بالطبع لا، ولكن ديننا الإسلامي يحارب الفجور، والفسق، والضلال، والضياع، والإباحية. فالتلفاز هو في الحقيقة نعمة أنعمها الله بها على عباده.[13]
- عقب دعوات لمظاهرات 30 يونيو قال إن من يدعو للخروج على محمد مرسي كافر ويُقتَل وأن التمرد على مرسي تمرد على الإسلام وإجهاض للمشروع الإسلامي، والمطالبون بإسقاطه في (30 يونيو) يسعون لإسقاط الإسلام.[14][15][16]

## آراء سياسية
بعد عزل الرئيس محمد مرسي قال وجدي: إن الأمر اتضح أنه انقلاب عسكري وبالعافية وبالبلطجة العسكرية، لأنهم بلطجية وهذا انقلاب على الشرعية.
وصف أسامة بن لادن عند مقتله بـ «الشهيد البطل المجاهد»، وقال عن التدخل الغربي ضد تنظيم الدولة الإسلامية بأنه «حملة صليبية».
وصف التدخل العسكري الروسي في سوريا بـ «الاحتلال الروسي الصليبي لسوريا» ووصف بشار الأسد بـ «الكافر والمجرم»
نشر وجدي غنيم مقطع فيديو يعزي في وفاة عمر عبد الرحمن أمير الجماعة الإسلامية في مصر.

## وصلات خارجية
- الموقع الرسمي
- صفحة الشيخ وجدي على موقع طريق الإسلام
- بلا تأشيرة مع وجدي غنيم على يوتيوب، قناة الحوار، 2009